# 申東燁
申東燁（韓語：신동엽；1971年2月17日—）是韓國的一名主持人及喜劇演員。
2023年7月14日，SM C&C表示與申東燁的專屬合約結束後將不續約離開公司。

## 主持節目
- 2001年：SBS《TV動物農場》
- 2003年：SBS《實際狀況星期六》
- 2004年：SBS《金炳萬申東燁的尋找樂趣》
- 2004年：MBC《感嘆號》
- 2005年：SBS《有！沒有？》
- 2006年：Mnet《Talking18禁》
- 2006年：SBS《HeyHeyHey2》
- 2006年：KBS《經濟維他命》
- 2006年：SBS《音樂共感》
- 2007年：SBS《人體探險隊》
- 2007年：SBS《星期天真好》
- 2008年：SBS《對決8對1》
- 2008年：KBS《申東燁申奉仙的香檳》
- 2009年：SBS《申東燁的300》
- 2009年：MBC《我們的日夜》
- 2010年：KBS《甜蜜的夜晚》
- 2010年：KBS《夜行星》
- 2010年：SBS《美味的招待》
- 2010年：KBS《你好》
- 2011年：KBS《乘風破浪》
- 2011年：tvN《5千萬的大提問》
- 2011年：SBS《星期天真好－金妍兒的Kiss & Cry》
- 2011年：KBS《星期六的自由宣言》
- 2011年：KBS《不朽的名曲2》
- 2012年：tvN《SNL Korea》
- 2012年：SBS《強心臟》
- 2013年：SBS《話神-支配心靈者》
- 2013年：JTBC《魔女狩猎》
- 2013年：Mnet《披頭士密碼笫三季》
- 2014年：E Channel《勇敢的記者們》
- 2014年：KBS《餐桌之神》
- 2014年：Olive TV《今天吃什麼》
- 2014年：SBS《時尚王 Korea 2》
- 2014年：MBC《改變世界的Quiz》
- 2015年：tvN《週三美食匯》
- 2015年：MBC《申東燁與單身派對》
- 2016年：SBS《我家的熊孩子》
- 2017年：tvN《人生酒館》
- 2017年：JTBC《理論上完美的男人》
- 2018年：Channel A《千萬Holic，Coming Soon》
- 2018年：tvN《驚人的星期六》
- 2019年：tvN《工作室》
- 2019年：JTBC《惡評之夜》
- 2020年：tvN《喵是假的/人造猫咪》配音出演
- 2023年：Netflix《人+性大不同：日本篇》
- 2023年：Netflix《人+性大不同：台灣篇》
- 2024年：Netflix《人+性大不同：荷蘭及德國篇》

## 影視作品

### 電視劇
- 2011年：MBN《吸血鬼偶像》飾演 申東燁
- 2015年：SBS《製作人》客串第三集
- 2017年：MBC《時尚媽咪》飾演 都度惠的丈夫（客串第十二集）
- 2017年：tvN《Modulove》飾演 酒吧老板
- 2018年：SBS《油膩的Melo》聲音出演
- 2018年：tvN《Big Forest》飾演 申東燁

### 電影
- 1993年：《兩個人合起來IQ 50》
- 1996年：《學校傳說》
- 2006年：《森林保衛戰》

### MV
- 2013年：《Give It To Me》- SISTAR

## 獎項

### 大型頒獎禮獎項
| 年份 | 獎項                                                                           |
| ---- | ------------------------------------------------------------------------------ |
| 1996 | - 第3屆大韓民國演藝藝術賞－喜劇人獎                                            |
| 2002 | - 青少年媒體獎 - KBS演藝大賞－大賞 - SBS演技大賞－TV主持人部門 特別獎          |
| 2012 | - KBS演藝大賞－大賞                                                            |
| 2013 | - Mnet 20's Choice Awards－20's 綜藝明星獎 - Style Icon Awards－19禁喜劇之王獎 |
| 2016 | - SBS演藝大賞－大賞                                                            |
| 2022 | - KBS演藝大賞－大賞                                                            |
| 2024 | - 第3屆青龍系列大獎－男子綜藝人獎                                              |

1. ↑  . 스포츠서울.   [2023-07-14]. （原始内容存档于2023-07-14） （韩语）.